# Mehdy Metella
Mehdy Metella (* 17. července 1992 Cayenne) je francouzský plavecký reprezentant, rodák z Francouzské Guyany. Jeho starší sestra Malia Metella se rovněž věnovala plavání, je mistryní Evropy a vítězkou Středomořských her.
Na Letních olympijských hrách mládeže 2010 vyhrál 100 metrů volným způsobem a byl druhý ve štafetě. Na mistrovství Evropy v plavání v krátkém bazénu 2012 získal dvě zlaté medaile ve štafetě a bronzovou na 100 metrů motýlek. S francouzskou kraulařskou štafetou vyhrál rovněž mistrovství Evropy v plavání 2014, mistrovství světa v plavání v krátkém bazénu 2014 a mistrovství světa v plavání 2015, na Letních olympijských hrách 2016 skončili Francouzi ve složení Metella, Fabien Gilot, Florent Manaudou a Jérémy Stravius na 4×100 m v. zp. druzí za Američany.
V roce 2016 mu byl udělen Národní řád za zásluhy.

## Osobní rekordy
- 100 m motýlek (dlouhý bazén): 51,06 (národní rekord)
- 100 m volný způsob (dlouhý bazén): 47,65
- 100 m motýlek (krátký bazén): 50,16
- 100 m volný způsob (krátký bazén): 46,69
- 200 m volný způsob (krátký bazén): 1:44,36